# Lách (cây)
Lách hay lau (danh pháp hai phần: Saccharum spontaneum) là loài cây thuộc họ Poaceae. Cây này là loài bản địa khu vực Nam Á. Cây có thân cứng nhỏ, lá dày cứng cắt rất đau, giống như cây mía nhưng nhỏ hơn nhiều. Cỏ lách là một dạng lau sậy mọc thành bụi hoang có nhiều ở đồng bằng sông Cửu Long. Loài này có tốc độ mọc rất nhanh và xâm chiếm đất sống của các loài thực vật khác trong khu vực. Ở Nam Á, ở những vùng cây này mọc là nơi sinh sống của tê giác Ấn Độ.

## Hình ảnh

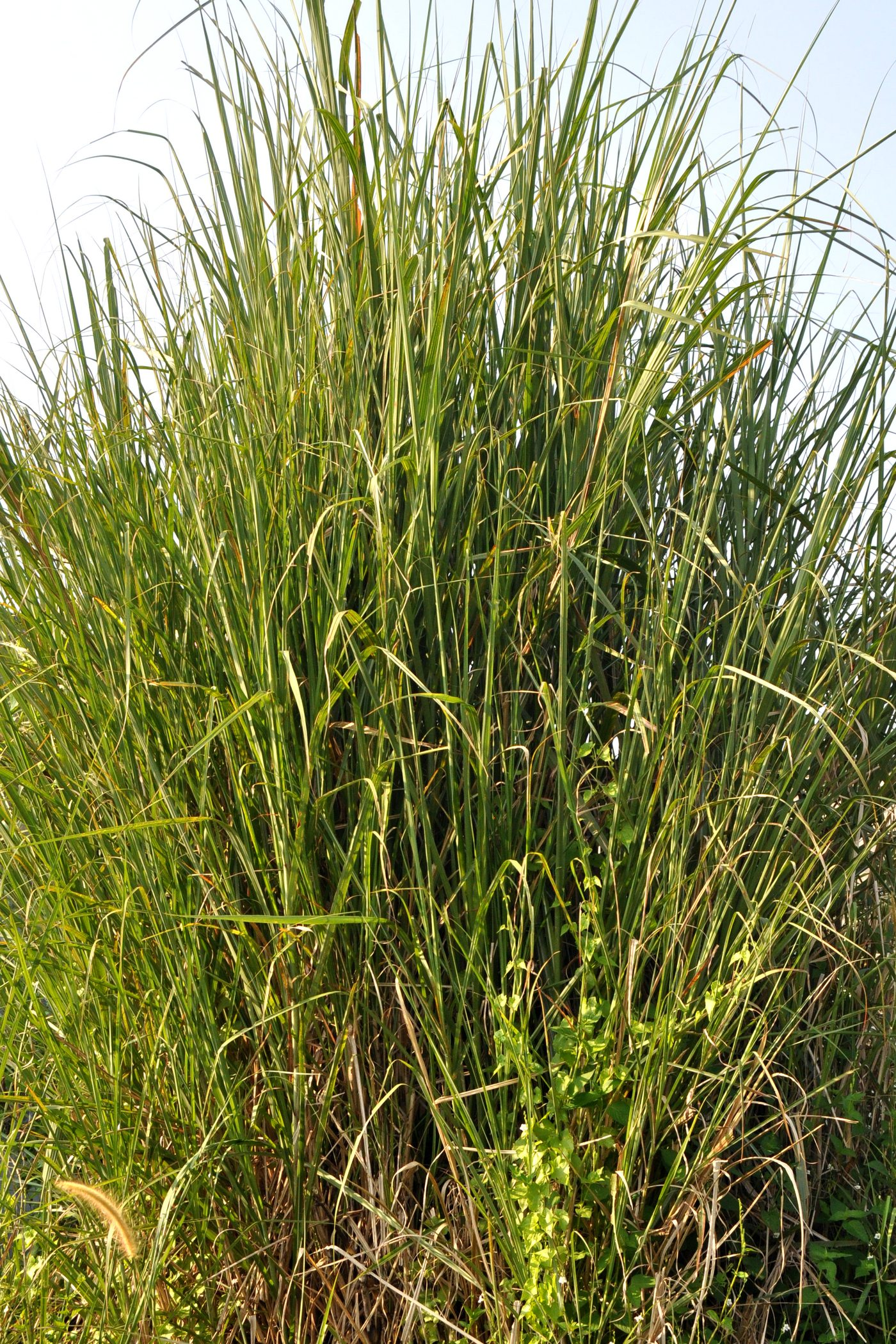
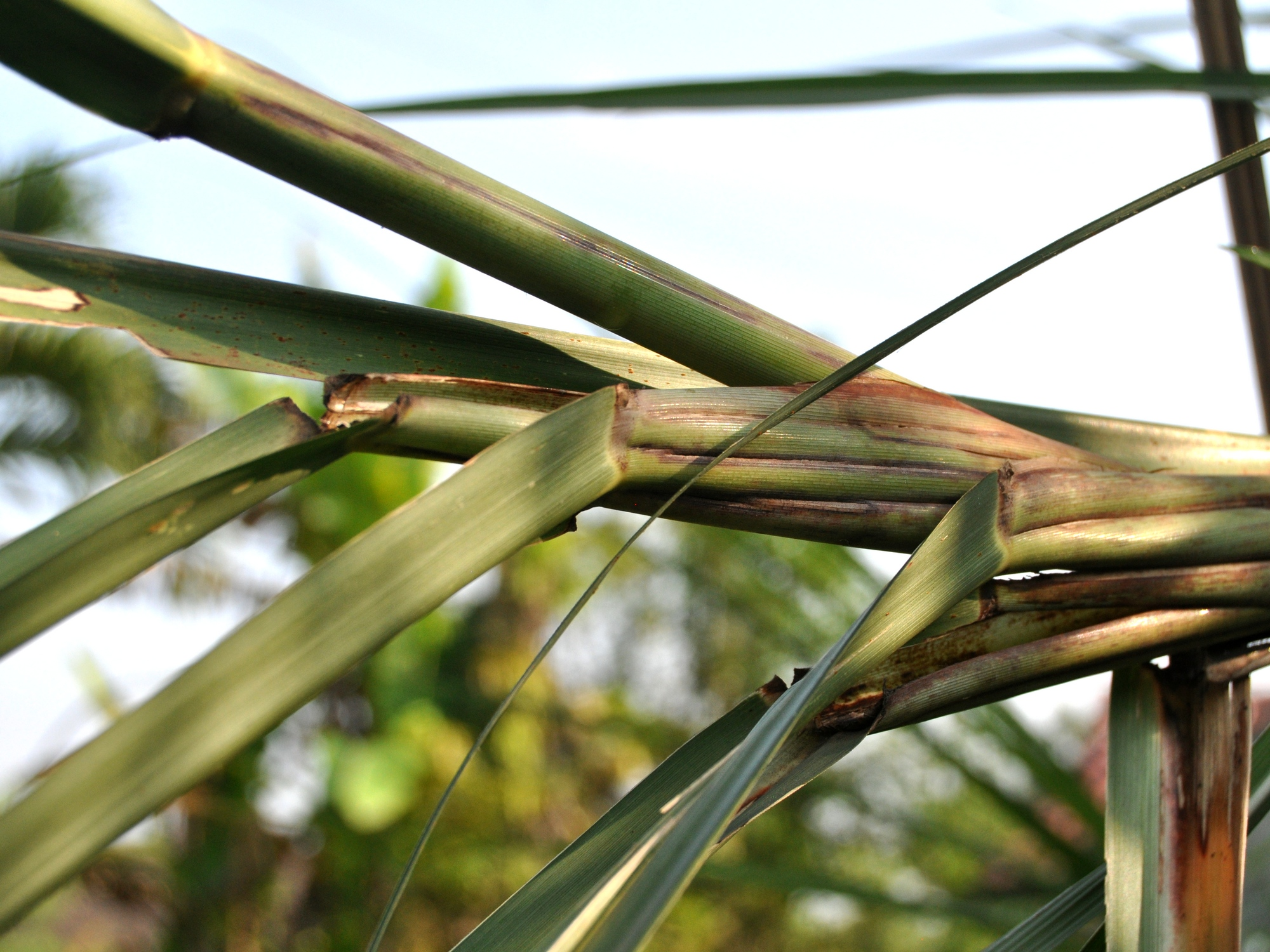
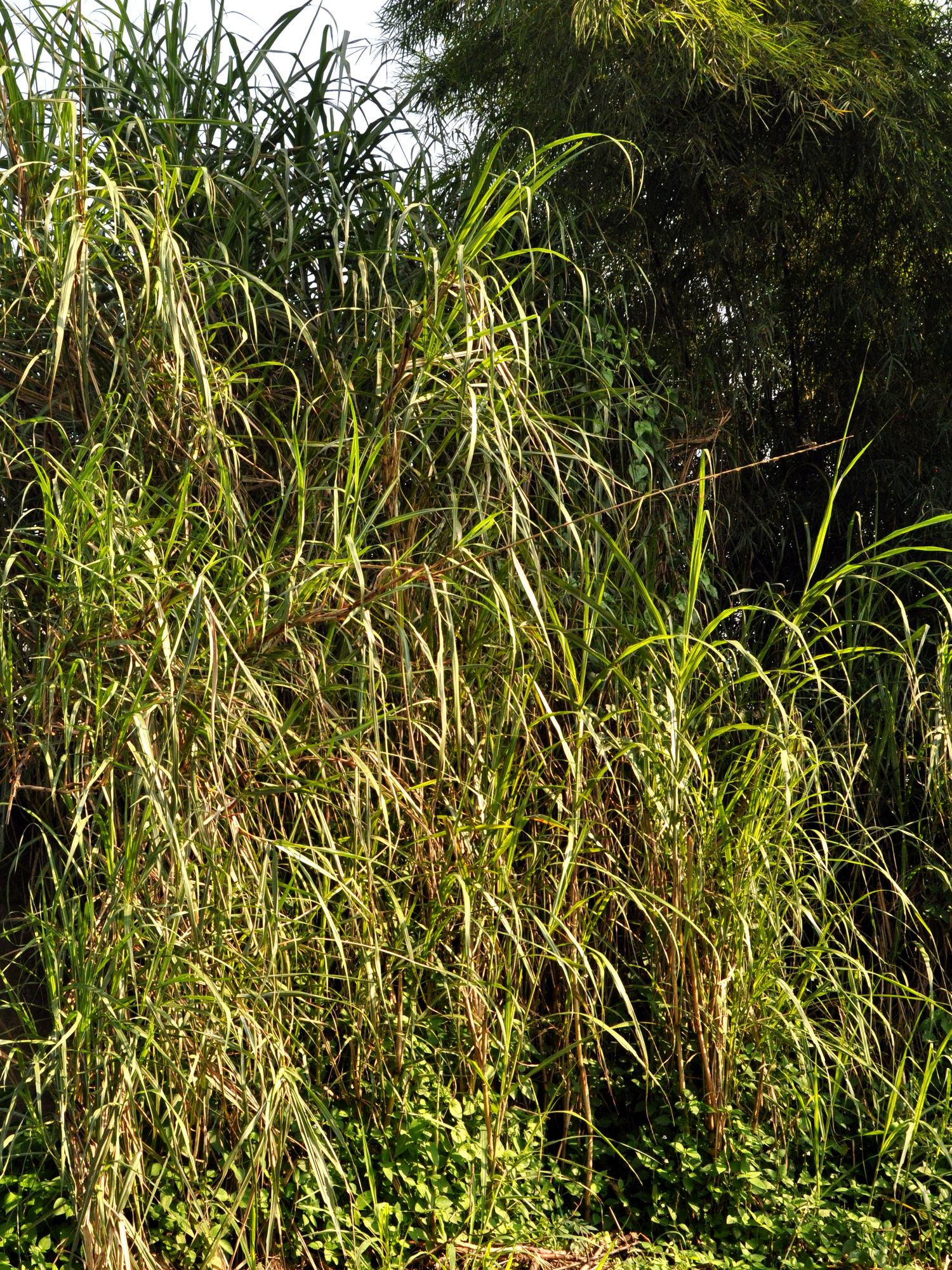
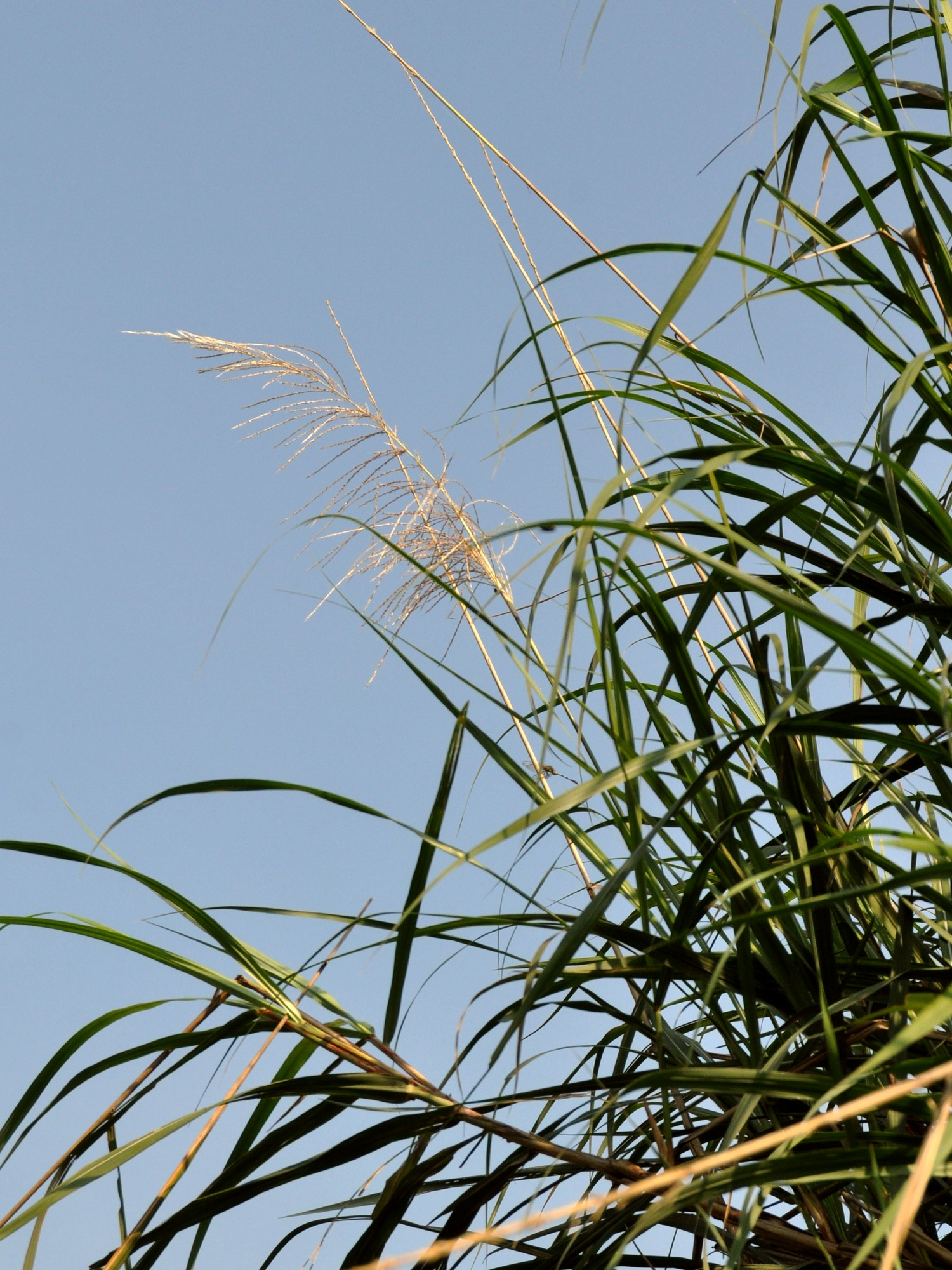